# Pollard (Alabama)
Pollard é uma cidade  localizada no estado americano de Alabama, no Condado de Escambia.

## Demografia
Segundo o censo americano de 2000, a sua população era de 120 habitantes.
Em 2006, foi estimada uma população de 119, um decréscimo de 1 (-0.8%).

## Geografia
De acordo com o United States Census Bureau, a localidade tem uma área de 2,9 km², sem área coberta por água. Pollard localiza-se a aproximadamente 23 m acima do nível do mar.

## Localidades na vizinhança
O diagrama seguinte representa as localidades num raio de 16 km ao redor de Pollard.